# Valdir Benedito
Pour les articles homonymes, voir Benedito.
Valdir Benedito est un footballeur brésilien né le 25 octobre 1965 à Araraquara.